# Hispano-Suiza T24 8/10 HP
La T24 8-10 HP (per esteso Tipo 24 8-10 HP o più brevemente T24) è un'autovettura prodotta fra il 1914 e il 1918 dalla casa automobilistica spagnola Hispano-Suiza.

## Profilo
Questo modello nacque alla vigilia della prima guerra mondiale e si inserì alla base della gamma Hispano-Suiza, al posto della precedente 8HP, quest'ultima in listino dal 1910. Un altro modello che la T24 andò a sostituire fu la 12/15 HP.
La T24 fu il primo modello della casa spagnola ad essere offerta dalla casa già pronta, senza bisogno di essere "vestita" da carrozzieri esterni: i telai nudi venivano infatti inviati dalla Hispano-Suiza al suo stabilimento di La Sagrera. Rimaneva comunque prevista anche la possibilità di avere il telaio nudo da carrozzare a parte.
La T24 era equipaggiata con un motore a 4 cilindri da 1848 cm3, una cilindrata ridotta persino rispetto al motore da 2,2 litri della 12/15 HP, ma capace di erogare una potenza massima sensibilmente più alta e pari a 30 CV a 3000 giri/min. La distribuzione era ad un asse a camme laterale e a valvole laterali.
La T24 fu l'ultimo modello "democratico" della Hispano-Suiza: quando nel 1918 esso uscirà di listino, non vi saranno modelli che ne raccoglieranno l'eredità, ma solo modelli di lusso.